# Nicolau Tolentino de Almeida

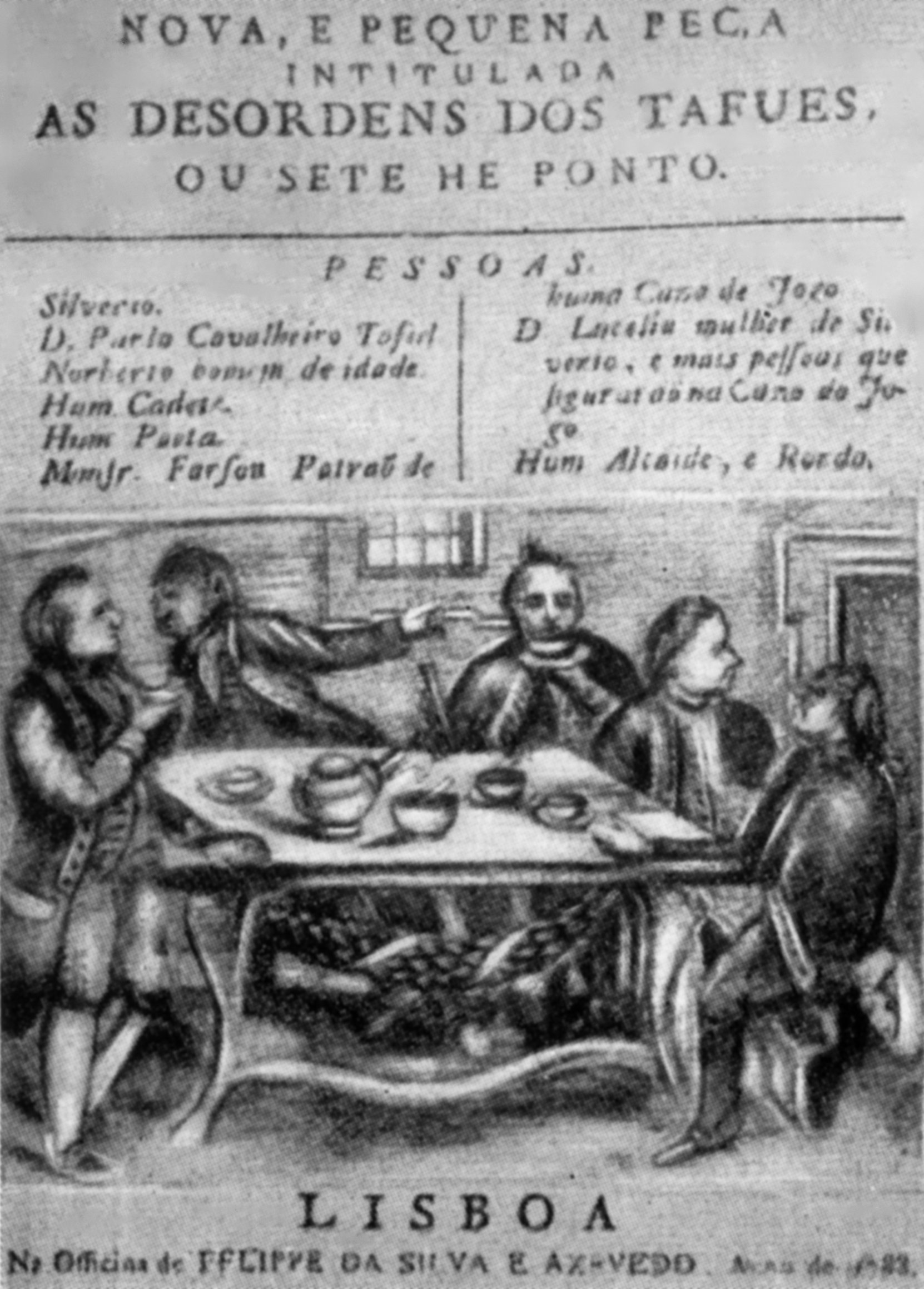
Frontispicio de una pieza de teatro "de cordel" de Tolentino de Almeida.

Nicolau Tolentino de Almeida (Lisboa, 10 de septiembre de 1740 - 23 de junio de 1811) fue un poeta portugués y profesor de retórica, uno de los más conocidos satiristas de su siglo en lengua portuguesa. Estudió Derecho en la Universidad de Coímbra, y tras tres años de estudios, después enseñó Retórica, y marchó a Lisboa, donde acabó por alcanzar un puesto en la Corte.
Tuvo un cargo en la Secretaría de Negocios del Reino, aunque siempre deploró su supuesta miseria. La obra literaria de Tolentino de Almeida incluye sonetos, odas, memoriales y sátiras, entre otros géneros. Su poesía fue publicada en las llamadas Obras Poéticas, (Lisboa: Regia Officina Typographica, 1801). En ella, se acredita de buen metrificador, y utilizando un tono coloquial, crítica a profesores, maridos tolerantes, las vistosas cabelleras que cubren cabezas faltas de juicio, la general mediocridad y mezquindad de la época, ajeno a la grandilocuencia de la poesía neoclásica..., partiendo su comicidad de la hipertrofia de proporciones, agrandando y exagerando todo lo que veía.